# カーシア
カーシア（伊: Cascia）は、イタリア共和国ウンブリア州ペルージャ県にある、人口約3,000人の基礎自治体（コムーネ）。

## 地理

### 位置・広がり

#### 隣接コムーネ
隣接するコムーネは以下の通り。括弧内のRIはリエーティ県所属を示す。
- チェッレート・ディ・スポレート
- チッタレアーレ (RI)
- レオネッサ (RI)
- モンテレオーネ・ディ・スポレート
- ノルチャ
- ポッジョドーモ

### 気候分類・地震分類
カーシアにおけるイタリアの気候分類 (it) および度日は、zona E, 2452 GGである。
また、イタリアの地震リスク階級 (it) では、zona 1 (sismicità alta) に分類される。

## 行政

### 分離集落
カーシアには以下の分離集落（フラツィオーネ）がある。
- Atri, Avendita, Buda, Capanne di Roccaporena, Castel San Giovanni, Castel Santa Maria, Cerasola, Chiavano, Civita, Colforcella, Collegiacone, Colle di Avendita, Colle Santo Stefano, Colmotino, Coronella, Fogliano, Gubbiano, Logna, Maltignano, Manigi, Ocosce, Onelli, Opagna,Padule, Palmaiolo, Poggio Primocaso, Puro, Roccaporena, San Giorgio, Santa Anatolia, Tazzo, Trognano, Villa San Silvestro, Santa Trinità, Fustagna, Piandoli, Giappiedi, Capanne di Collegiacone, Sciedi, Serviglio, Valdonica.